# The Pew Charitable Trusts

Logo

The Pew Charitable Trusts ist eine 1948 gegründete unabhängige US-amerikanische Non-Profit-Organisation mit Sitz in Philadelphia.
The Pew Charitable Trusts wurde von den Kindern des Sunoco-Gründers Joseph Newton Pew gegründet und verfügt über ein Vermögen von 5 Milliarden US-Dollar, ein Budget von 250 Millionen US-Dollar und über 1000 Mitarbeiter. Die Organisation engagiert sich unter anderem für den Schutz der Meere, der Umwelt und des Klimas.
Seit 2004 ist das Pew Research Center Teil von The Pew Charitable Trusts.
Die Pew Environment Group ist der Naturschutzarm der Trusts.